# Akomodacja składniowa
Akomodacja – technika sygnalizacji zależności składniowej. Określa się tym mianem wszelkie oddziaływanie gramatyczne elementu nadrzędnego nad podrzędnym.
Akomodacja obejmuje wymagania typu związek rządu (wymaganie przyjęcia określonej formy) lub zgody, kiedy wyraz lub zwrot wymaga przyjęcia od wyrazu lub zwrotu podrzędnego własnych wartości kategorii fleksyjnych.